# Åge Skjelborg
Åge Skjelborg er uddannet mag. art. og fandt de første vragstykker af Skuldelevskibene (Skuldelev 2) i Roskilde Fjord i 1956.
Han har skrevet erindringsromanen Vand under neglene om fundet, som er udkommet på Forlaget BIOS august 2006.
Desuden har han udgivet
- Folk og Musik På Anholt. Musik i et ø- og turistsamfund (1975)
- På Sporet af Ufonauten, Berlingske Forlag (1979)

samt en række CD'er med folkemusik.